# World War II Valor in the Pacific National Monument

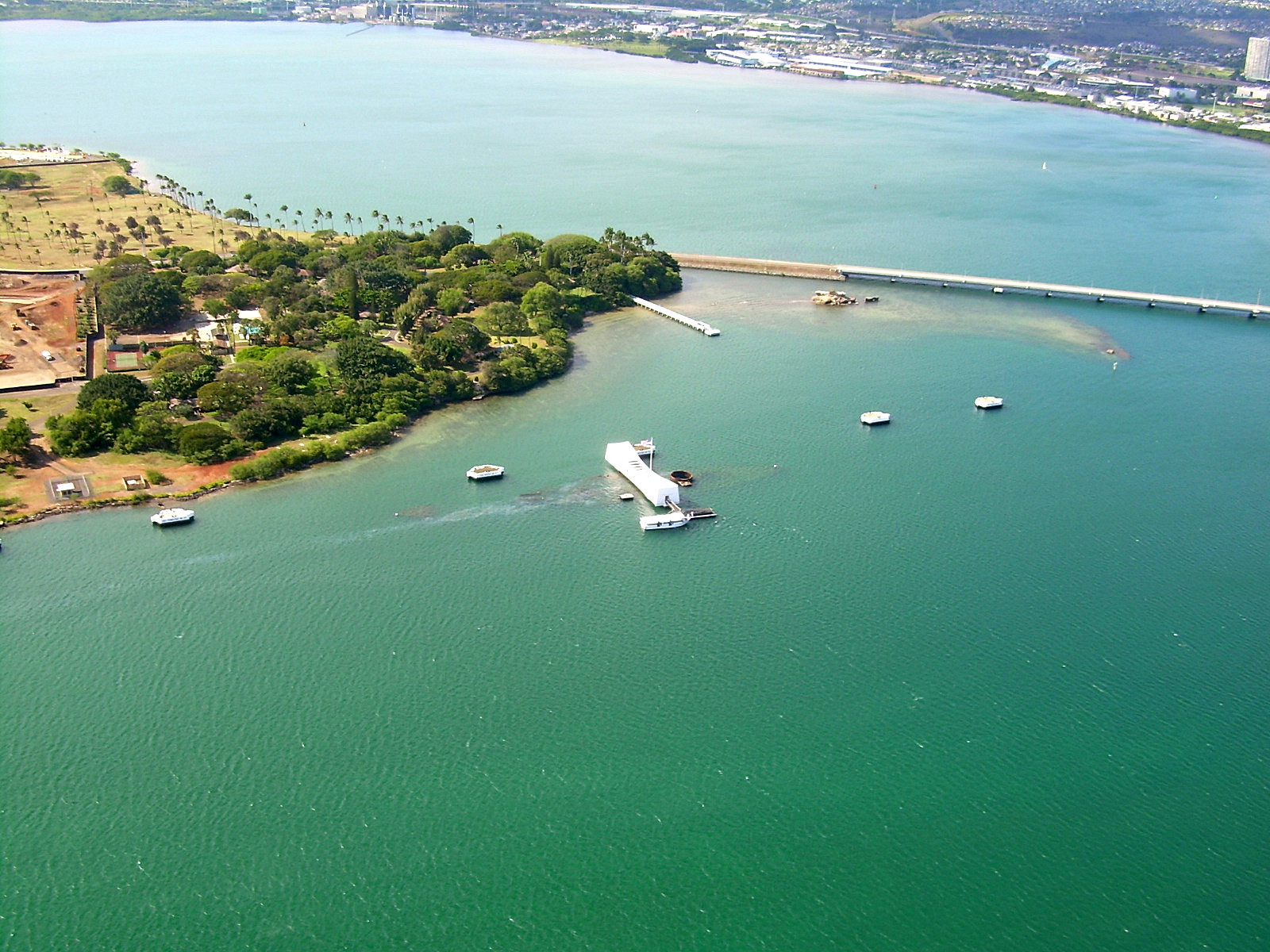
Het monument ter ere van de USS Arizona en de aanlegplaatsen van Battleship Row, beide in Hawaï, zijn twee van de sites in het World War II Valor in the Pacific National Monument.

Het World War II Valor in the Pacific National Monument (Engels voor 'heldhaftigheid tijdens de Tweede Wereldoorlog in de Stille Oceaan') is een verzameling historische sites en gedenktekens die te maken hebben met de Amerikaanse aanwezigheid in de Stille Oceaan tijdens de Tweede Wereldoorlog, die gezamenlijk erkend en beschermd zijn als nationaal monument.
Het nationaal monument werd op 5 december 2008 in het leven geroepen door president George W. Bush, twee dagen voor de 67e verjaardag van de aanval op Pearl Harbor. Het monument staat onder het beheer van de National Park Service en de Fish and Wildlife Service.

## Onderdelen
Het gaat over negen sites in drie staten, samen goed voor 2.550 hectare:
- Californië
  - Tule Lake Unit, een voormalig interneringskamp voor Japanse Amerikanen

- Alaska
  - Restanten van het slagveld van de Slag om Attu op datzelfde eiland
  - Japans bezettingscentrum op het eiland Kiska
  - Plaats van neerstorten van een B-24 Liberator-bommenwerper op Atka

- Hawaï
  - USS Arizona Memorial and Visitor Center
  - USS Utah Memorial
  - USS Oklahoma Memorial
  - 6 Chief Petty Officer-bungalows op Ford Island
  - Aanlegplaatsen F6, F7 en F8, die vroeger deel uitmaakten van Battleship Row

De eigenlijke scheepswrakken van de Arizona, Utah en Oklahoma maken evenwel geen deel uit van het park en blijven onder de jurisdictie van de Amerikaanse marine.